# خانه آقای امینیان
خانه آقای امینیان مربوط به دوره قاجار است و در شهرستان رفسنجان، روستای قاسم‌آباد، بلوار قاسم‌آباد واقع شده و این اثر در تاریخ ۲۴ اسفند ۱۳۸۳ با شمارهٔ ثبت ۱۱۳۹۷ به‌عنوان یکی از آثار ملی ایران به ثبت رسیده است.